# 深子湖镇
谭家湾镇，是中华人民共和国湖南省怀化市溆浦县下辖的一个乡镇级行政单位。

## 行政区划
谭家湾镇下辖以下地区：
桥冲社区、卫星村、农跃村、白泥村、赤泥村、黄游村、畔里村、贺家冲村、清水塘村、下家坪村、张家冲村、桥头龙村、深子湖村和五七村。